# Middledrift
Middledrift (Afrikaans: Middeldrif) ist ein Ort in der südafrikanischen Provinz Ostkap (Eastern Cape). Er liegt in der Gemeinde Raymond Mhlaba im Distrikt Amathole.

## Geographie
Middledrift hat 2140 Einwohner (Volkszählung 2011). Am häufigsten wird isiXhosa gesprochen. Südlich liegt das Township Esixekweni, westlich Mfiki. Der Ort liegt am Keiskamma River. Nahegelegene Städte sind King Williams Town etwa 45 Kilometer ostsüdöstlich und Alice rund 16 Kilometer westlich.

## Geschichte
Middledrift wurde 1853 als Beaconsfield gegründet. Der Ort wurde nach der Lage an einem mittleren Fort benannt. Bis 1994 gehörte er zum Homeland Ciskei.

## Wirtschaft und Verkehr
Middledrift liegt an der Fernstraße R63, die den Ort unter anderem mit Alice und King Williams Town verbindet. Annähernd parallel dazu verläuft eine Güterverkehrsstrecke, die von Alice über King Williams Town Richtung East London führt und einen Bahnhof südlich von Middledrift hat.
Am Rande der kleinen Ortschaft befindet sich eine Haftanstalt (Middledrift Correctional Facility). Hier werden Häftlinge für eine spätere berufliche Tätigkeit in der Landwirtschaft ausgebildet.